# Wallace & Gromit’s Grand Adventures
Wallace & Gromit’s Grand Adventures ist ein vom Entwicklerstudio Telltale hergestelltes Computerspiel im Episodenformat, das auf der von Nick Park entwickelten Animationsfilmserie Wallace & Gromit basiert.

## Handlung

### Fright of the Bumblebees
Wallace hat eine Maschine erfunden, die automatisch Honig aus einem Bienenstock extrahieren kann. Als der Ladenbesitzer Mr. Paneer 250 Liter Honig bestellt, stellt Wallace fest, dass er gar nicht genug Honig produzieren kann. Zwar gelingt es ihm, durch die Züchtung von Riesenblumen mittels einer Spezialformel den Auftrag zu erfüllen, allerdings mit der Nebenwirkung, dass nun Riesenbienen das Haus in Besitz nehmen. Das Spiel erreichte durchweg gute Bewertungen bei der Kritik.

### The Last Resort
Der geplante Sommerurlaub von Wallace und Gromit fällt im wahrsten Sinne des Wortes ins Wasser. Nach wochenlangem Regen ist sogar der Keller überflutet. Wallace ersinnt daraus den Plan, dort einen Strandclub zu eröffnen. Kurz darauf bevölkern unter anderem seine Nachbarin Mrs. Flitt, deren schottischer Verehrer McBiscuit und ein britischer Major den Keller. Da alle Gäste andere, teilweise gegenläufige Wünsche haben, hat Wallace alle Hände voll zu tun.

### Muzzled!
Das lokale Hundetierheim wurde bei einem Sturm zerstört. Monty Muzzle plant ein Solidaritätsfest, um Geld für einen Neubau des Tierheims zu sammeln. Wallace erfindet für das Fest eine Maschine, die beliebige Geschmäcker in Eiscreme verwandeln kann, doch die Maschine wird von den nun frei in der Stadt herumstreunenden Hunden zerstört. Gromit macht sich auf die Suche nach den in der Stadt verstreuten Einzelteilen der Maschine und findet währenddessen heraus, dass Monty Muzzle nicht der Wohltäter ist, für den ihn alle halten.

### The Bogey Man
Wallace hat seiner Nachbarin Ms. Flitt versehentlich die Ehe versprochen und hat nun Zweifel, ob die Heirat das Richtige für ihn ist. Als ihm zu Ohren kommt, das Flitts Familie einen tiefgehenden Groll gegen den örtlichen Golfclub hegt, bewirbt er sich um eine Mitgliedschaft in diesem, um so als Ehemann von den Flitts abgelehnt zu werden.

## Spielprinzip und Technik
Wallace & Gromit’s Grand Adventures ist ein 3D-Point-and-Click-Adventure. Aus Polygonen zusammengesetzte, dreidimensionale Figuren agieren in ebenfalls dreidimensionalen Kulissen. Zum Einsatz kam die vom Hersteller selbst entwickelte Engine Telltale Tool. Mit der Maus kann der Spieler seine Spielfigur durch die Örtlichkeiten bewegen und mit den Maustasten Aktionen einleiten, die den Spielcharakter mit seiner Umwelt interagieren lassen. Wallace und Gromit können so Gegenstände finden, sie auf die Umgebung oder andere Gegenstände anwenden und mit NPCs kommunizieren. Mit fortschreitendem Handlungsverlauf werden weitere Orte freigeschaltet. Die Kamera zeigt dabei das Geschehen aus einer variablen Perspektive; verlässt der Spieler innerhalb eines Raumes das Sichtfeld, schaltet die Kamera auf eine neue, bessere Position um. Dialoge finden über kontextbezogene Auswahlmenüs statt. Gelegentlich wird die Handlung von sogenannten Minispielen unterbrochen, in denen der Spieler Geschicklichkeit an Stelle von Denkvermögen aufbringen muss. Zwischensequenzen finden komplett in Spielgrafik statt.

## Produktionsnotizen
| Englischer Titel         | Erschienen am … (PC-Version) | als Teil … |  | Deutscher Titel   | Erschienen am … (PC-Version) | als Teil … |
| ------------------------ | ---------------------------- | ---------- |  | ----------------- | ---------------------------- | ---------- |
| Fright of the Bumblebees | 24. März 2009                | 1          |  | Der Hummelfluch   | 26. Oktober 2010             | 4          |
| The Last Resort          | 5. Mai 2009                  | 2          |  | Urlaub unter Tage | 27. Juli 2010                | 1          |
| Muzzled!                 | 16. Juni 2009                | 3          |  | Das Hundekomplott | 31. August 2010              | 2          |
| The Bogey Man            | 29. Juli 2009                | 4          |  | Lizenz zum Putten | 5. Oktober 2010              | 3          |

Die erste Episode der Serie erschien am 24. März 2009 für Windows, eine Portierung auf Xbox Live Arcade erfolgte zwei Monate später. Deutsche PC-Versionen sind ab dem 27. Juli 2010 erschienen, wobei die Reihenfolge der Titel geändert wurde. Die gesammelte Serie erschien auch auf dinglichen Datenträgern für den stationären Einzelhandel, wobei die Veröffentlichung in Deutschland durch JoWooD und in Frankreich durch Focus Home Interactive erfolgte.
Im Januar 2014 wurde der digitale Verkauf aufgrund der abgelaufenen Vertriebsrechte eingestellt.

## Rezeption
Wallace & Gromit’s Grand Adventures erhielt vorwiegend positive Bewertungen. Die Rezensionsdatenbank Metacritic aggregiert Rezensionen der einzelnen Episoden zu Mittelwerten zwischen 76 (Episode 1) und 72 (Episode 4)
- IGN-Spieletest (englisch)
- Adventure Gamers-Spieletest (englisch)